# 啞口坑溪
25°01′09″N 121°25′05″E / 25.01917°N 121.41806°E
啞口坑溪，是臺灣北部的一條河川，位在臺北盆地西南方，新北市新莊區與桃園市龜山區境內，發源於龜山區樂善里樟腦寮，即長庚大學校區北側，大致向東南流，經過啞口坑後流至新莊平原，穿過省道臺1線新莊區中山路與臺1甲線中正路哂口橋後，於頂坡角（丹鳳高中附近）注入塔寮坑溪。啞口坑溪的管理機關為新北市政府及桃園市政府。
聯繫新莊區與龜山區的青山路（舊名天泉路）主要即沿著啞口坑溪河谷所闢建，2017年通車的桃園國際機場捷運路線泰山貴和站與體育大學站之間的陡坡路段，亦沿著啞口坑溪興建。